# Across the Universe (пісня)
«Across the Universe» (укр. Крізь Всесвіт) — пісня гурту The Beatles з альбому Let It Be, випущена 8 травня 1970. Пісня була написана Джоном Ленноном. У 1970 році в своєму інтерв'ю журналу Rolling Stone Леннон сказав, що це, ймовірно, найкраща його пісня в плані поезії.

## Історія
Фраза «Words are flowing out like endless rain into a paper cup» («Слова течуть, як нескінченний дощ в паперовий стакан») спали Леннону на думку одного разу вночі в 1967 році, після того, як його дружина Синтія «довго говорила про щось», коли вони лежали в ліжку. Їх шлюб тоді переживав найважчі часи. Леннон згадує, що після того, як Синтія заснула, «я продовжував лежати на ліжку поряд з нею і чути її слова у себе в голові — вони текли нескінченним струмком». Тоді Леннон став, усамітнився в іншій кімнаті і написав, як він висловився, цю «космічну пісню».
Пісня була написана під сильним впливом трансцендентальної медитації, якої Махаріші Махеш Йоги навчав музикантів The Beatles. З цієї причини Леннон додав в пісню санскритську мантру «Джай гурудева ом». «Гурудева» — це шанобливе звертання до вчителя, яке можна перекласти як «просвітлений учитель». Вигук «джай» на початку речення можна перекласти як «так славиться», «так величається». Разом ці слова утворюють фразу «Та славиться просвітлений учитель». Слово ом не має конкретного перекладу і позначає «звук вселенського творіння». Також слово «гурудева» співзвучно імені вчителя Махаріші, засновника трансцендентальної медитації, якого звали Гуру Дев, цієї мантрою Махаріші міг також прославляти свого вчителя.

## Випуск
Пісня була вперше записана в лютому 1968, але залишалася невиданої до грудня 1969, коли «Across the Universe» вийшла на благодійному диску No One's Gonna Change Our World («Ніхто не змінить наш світ»), створеному «Бітлз» для Всесвітнього фонду дикої природи. У 1970 році на альбомі Let It Be вийшов інший запис пісні — з оркестром, в аранжуванні продюсера Філа Спектора. Пісня пізніше також видавалася в збірках Past Masters і Anthology 2.
Оригінальна версія пісні 1968, крім звукових ефектів, примітна тим, що до її створення були залучені шанувальниці The Beatles. Незадоволені звучанням, музиканти тоді запросили в студію дівчат, які чекали їх на вулиці, влаштували імпровізоване прослуховування і включили голоси, що сподобалися, в пісню в якості бек-вокалу.

## Факти
- У 1975 році в Нью-Йорку на студії Electric Lady Land Леннон записав кавер-версію цієї композиції разом з Девідом Боуї, пісня з'явилася на альбомі останнього — Young Americans .
- У 2007 році вийшов на екрани фільм-мюзикл «Крізь Всесвіт», заснований на 34 композиціях The Beatles (режисер Джулі Теймор).
- У лютому 2008 року НАСА оголосило про передачу «Across the Universe» до відкритого космосу. Трансляція пісні по мережі «Глибокий космос» відбулася в честь 40-ї річниці запису пісні та 50-ї річниці заснування НАСА[7][8].
- Velvet Revolver разом зі Стіві Вандером виконали цю пісню під час 47-ї церемонії вручення премії Греммі. Іншими музикантами, що брали участь у цьому виконанні були Slash, Боно; Нора Джонс; Аліша Кіз; Тім Макгро; Стівен Тайлер; Браян Вілсон; Біллі Джо Армстронг; Елісон Краусс на скрипці; and Стіві Вандер як основний вокаліст. Виконання було присвячене вшануванню жертв Землетрусу в Індійському океані (2004). Цю пісню було випущено 13 лютого 2005 і вона дебютувала номером 22 в Billboard Hot 100[9].
- Кавери на Across the Universe також робили Scorpions[10], Evanescence[11], Seether[12], Руфус Вайнрайт[13] (14 мільйонів переглядів на Ютубі станом на 10 грудня 2020), ітн

## Альбоми, в які увійшла пісня
- Let It Be;
- The Beatles 1967—1970;
- The Beatles Collection (бокс-сет, альбоми Let It Be, Rarities);
- Rarities (Велика Британія та США);
- The Beatles 'Ballads;
- The Beatles Box (бокс-сет);
- The Beatles: The Collection (бокс-сет, альбом Let It Be);
- Past Masters, Volume Two;
- Past Masters, Volumes One & Two;
- Mono Masters
- The Beatles Box Set (бокс-сет, альбоми Let It Be, Past Masters Volume Two);
- Anthology 2;
- Let It Be … Naked;
- Love (звуки птахів в Because);
- The Beatles Stereo Box Set (бокс-сет, альбоми Let It Be, Past Masters);
- The Beatles in Mono (бокс-сет, альбом Mono Masters)